# Tiago Alberione
Tiago Alberione, em italiano Giacomo Alberione (Fossano, 4 de abril de 1884 - Roma, 26 de novembro de 1971), foi um padre italiano, católico, editor e fundador da Família Paulista (no Brasil: Família Paulina), que agrupa várias congregações religiosas. Foi beatificado em Roma no dia 27 de abril de 2003 pelo Papa João Paulo II.

## A vida, a obra e o reconhecimento

### Infância e juventude
Tiago Alberione nasceu em San Lorenzo di Fossano, Itália, no dia 4 de abril de 1884, no seio de uma família de camponeses do Piemonte, na qual foi o quarto filho em seis. Logo na escola primária, à pergunta que queria ser quando fosse grande, o miúdo respondia: “Quero ser padre”.
A família parte entretanto para Cherasco. Entra no seminário diocesano de Bra Itália, terminando os estudos eclesiásticos no de Alba, onde se encontra com o cónego Francesco Chiesa, que será seu amigo e conselheiro por 46 anos.
No fim do ano de 1900, o jovem Tiago teve a sua primeira experiência mística. Enquanto rezava durante várias horas diante do Santíssimo Sacramento, sentiu-se profundamente comprometido a fazer alguma coisa para o Senhor e para as pessoas do novo século, decidindo servir a Igreja com os novos meios de comunicação social que lhe eram oferecidos (imprensa e rádio, mais tarde cinema e televisão).
Estudou Teologia e Filosofia e a 29 de junho de 1907 foi ordenado sacerdote. Foi nomeado pároco adjunto em Narzole, onde amadurece a sua reflexão sobre o que pode fazer a mulher comprometida com o apostolado.
No seminário foi director espiritual dos novos seminaristas e professor, assegurando também a pregação e a catequese nas paróquias da sua diocese, estudando ao mesmo tempo os problemas da sociedade civil do seu tempo, a braços com profundas mudanças (a afirmação do jovem estado italiano, a 1ª Guerra Mundial, a emigração italiana sobretudo para América do Sul, entre outros) e as novas necessidades que se avizinhavam.

### A família Paulina
Tiago Alberione imaginou um novo meio de pregar o evangelho, dentro do espírito de São Paulo, mas com a ajuda dos modernos meios de comunicação. Nesse sentido, partindo da ideia de que as obras de Deus fazem-se com os homens de Deus, fundou, em 20 de agosto de 1914, na cidade italiana de Alba, a Pia Sociedade São Paulo.
A Família Paulina está hoje presente em mais de 30 países. Numerosos são os sectores da sua actividade: edição de livros, revistas e jornais, rádio, cinema e televisão, o audiovisual, a multimédia e a telemática, centros de estudos, de investigação, de formação e de animação.
Com a ajuda da jovem Teresa Merlo, fundou a Congregação das Filhas de São Paulo em 1915. As congregações cresceram com o aparecimento de vocações masculinas e femininas. Em 1918, foram mandadas “filhas de São Paulo” para Susa, iniciando-se então uma segunda casa.
Em 1924 foi criada a Congregação das Irmãs Discípulas do Divino Mestre, para o apostolado eucarístico, sacerdotal e litúrgico, dirigida pela irmã Madre superiora Escolástica Rivata, que veio a falecer com noventa anos.
Em Outubro de 1938, o Padre Tiago Alberione fundou uma terceira congregação feminina: as Irmãs de Jesus Bom Pastor, chamadas ‘Pastorinhas’, destinada ao apostolado pastoral.
A Família Paulina continuará entre 1957 e 1960 com a fundação de uma quarta congregação feminina, o Instituto Rainha dos Apóstolos para as Vocações, ditas Irmãs Apostolinas e criação dos Institutos de vida secular consagrada: São Gabriel Arcanjo, Nossa Senhora da Anunciação, Jesus Sacerdote e Sagrada Família. Por fim, foi criada ainda a União dos Cooperadores e Cooperadoras Paulinos, que formam, todas em conjunto, as 10 instituições da Família Paulina.
A partir de 1931, a Família Paulista fixou-se, para além da Itália, no Brasil, Argentina e Estados Unidos e em mais 30 outros países, entre eles Portugal. Actualmente são 10.000 as pessoas que reclamam a espiritualidade do Padre Tiago Alberione.

### As publicações
Compreendendo muito cedo a importância dos media na missão evangélica, Tiago Alberione publicou em 1912 a revista Vita Pastorale (Vida Pastoral), destinada aos sacerdotes, depois lançou em 1921 o jornal La Domenica (O Domingo), um periódico para uso das paróquias.
Em 1931, nasceu a revista semanal Famiglia Cristiana (Família Cristã) e a 15 de agosto de 1932, a revista La Madre di Dios (A Mãe de Deus), para revelar às almas a beleza e a grandeza de Maria. Seguiu-se em 1937 Pastor Bonus, uma revista mensal publicada em latim. Depois em 1952 a revista mensal Via, Verità e Vita (Caminho, Verdade e Vida), para o conhecimento e ensinamento da doutrina cristã; depois a revista La Vita in Cristo e nella Chiesa (A vida em Cristo e na Igreja), para dar a conhecer a liturgia. Enfim, já havia criado em 1924 a revista para os jovens, Il Giornalino (O Jornalzinho).
Paralelamente, escreveu para os seus discípulos e discípulas ‘Abundantes divitiae gratiae suae’ (A Incomparável Riqueza da Sua Graça), que será considerado como a história da Família Paulista. Publicou ainda numerosas obras, por exemplo: ‘Via humanitatis’ em 1947, assim como uma obra inacabada, o projecto de uma enciclopédia sobre Jesus Mestre, em 1959.
Outros escritos: Appunti di teologia pastorale (1912) e La donna associata allo zelo sacerdotale (1911-1915) (Apontamentos de Teologia Pastoral e A Mulher Associada ao Trabalho Sacerdotal).

### Os últimos anos
Entre 1962 e 1965 Tiago Alberione acompanhou os trabalhos e participou no Concílio Vaticano II.  No dia 4 de dezembro de 1963, quando foi promulgado o decreto conciliar Inter mirifica sobre os meios de comunicação social como instrumentos de evangelização, o Padre Alberione comentou com alegria: “Agora já não podeis duvidar. A Igreja falou.”
Em 28 de junho de 1969, o Padre Alberione foi recebido pelo papa Paulo VI que lhe manifestou uma grande admiração.
Depois de ter chorado a morte prematura dos seus dois primeiros colaboradores, Timoteo Giaccardo falecido em 1948 (beatificado a 22 de Outubro de 1989 por João Paulo II) e Teresa Merlo, primeira Superiora geral das Filhas de São Paulo,
falecida em 1964, o Padre Tiago Alberione faleceu na idade de 87 anos, no dia 26 de novembro de 1971, em Roma.

## Homenagem
Após a sua morte, o padre recebe uma homenagem em seu nome. Na cidade de Caxias do Sul, Rio Grande do Sul no bairro São Ciro existe uma rua com o seu nome.

## Beatificação e veneração
- A 4 de maio de 1981 foi aberto o processo com vista à beatificação de Tiago Alberione.
- Foi declarado ‘Venerável’ a 25 de junho de 1996 pelo Papa João Paulo II.
- Foi beatificado em Roma no dia 27 de abril de 2003 pelo papa João Paulo II.
- Foi fixada a sua festa no dia 26 de novembro.